# قاي باوتشر (مدرب هوكي جليد)
قاي باوتشر هو لاعب هوكي جليد كندي، ولد في 3 أغسطس 1971 في نورت دام دو لاك في كندا.

## وصلات خارجية
- قاي باوتشر على موقع دوري الهوكي الوطني (الإنجليزية)
- قاي باوتشر على موقع EliteProspects.com (الإنجليزية)
- قاي باوتشر على موقع HockeyDB.com (الإنجليزية)